# Conflitto di Sa Janna Bassa
Il conflitto di Sa Janna Bassa fu un drammatico conflitto a fuoco avvenuto nel 1979 tra alcuni malviventi della criminalità barbaricina e i carabinieri guidati dal capitano Enrico Barisone, che causò la morte di due banditi e l'arresto di altri.

## Storia
La notte del 17 dicembre di quell'anno, il capitano Barisone, Capitano della Compagnia dei Carabinieri di Bitti, stava compiendo un giro di perlustrazione con due carabinieri nelle campagne di Orune quando giunsero nei pressi dell'ovile di Carmelino Coccone in località Sa Janna Bassa. Attirati da insoliti movimenti, intimarono l'alt alle persone fuori dall'ovile che subito aprirono il fuoco. Barisone rimase ferito a una spalla ma proseguì coi suoi uomini l'azione che portò alla morte dei pastori Francesco Masala e Giovanni Maria Bitti. Alcuni banditi riuscirono a scappare mentre furono arrestati Carmelino Coccone, Sebastiano e Pietro Masala, Pietro Malune, Antonio Contena, Mario Calia, Mauro Mereu e Melchiorre Deiana. 

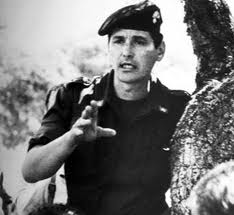
Il capitano Enrico Barisone

I carabinieri erano convinti di aver interrotto una sorta di importante summit della malavita isolana che avrebbe portato a un pericoloso avvicinamento tra l'organizzazione eversiva dei terroristi di Barbagia Rossa e l'ambiente dei sequestri di persona. In un primo momento si pensò di aver sgominato l'intera banda responsabile del sequestro De André o di quello Schild. A sa Janna Bassa vennero rinvenuto volantini di Barbagia Rossa nelle giacche di Pietro Coccone (nipote di Carmelino e responsabile del gruppo terrorista) e di Giovanni Maria Bitti. Che a Sa Janna Bassa si tenesse un importante incontro fra eversivi e Anonima Sequestri lo confermerà qualche anno più tardi, nel 1982, il brigatista romano Antonio Savasta. Dopo essere stato arrestato, Savasta entra nelle file del pentitismo e conferma come a Orune si stesse tenendo un vertice tra alcuni esponenti delle Brigate Rosse e di Barbagia Rossa per discutere sull’eventuale costituzione di una colonna sarda delle BR.

## Il processo
Il 2 febbraio 1980 si tenne l’udienza finale del processo sulla vicenda di Sa Janna Bassa. I giudici della Corte d’Assise del Tribunale di Nuoro condannarono Carmelino Coccone a 15 anni, Pietro Malune, Mauro Mereu, Pietro e Sebastiano Masala a 11 anni, Melchiorre Deiana a 4 anni. I reati sono quelli di concorso nel tentato omicidio del capitano Barisone, porto e detenzione di armi comuni e da guerra, favoreggiamento e resistenza aggravata.